# Where (SQL)
Uma cláusula WHERE no SQL especifica que uma instrução da linguagem de manipulação de dados (Data Manipulation Language - DML) SQL deve afetar apenas as linhas que atendem aos critérios especificados. Os critérios são expressos na forma de predicados. Cláusulas WHERE não são cláusulas obrigatórias de instruções DML SQL, mas podem ser usadas para limitar o número de linhas afetadas por uma instrução ou retornadas por uma consulta. Em resumo, a cláusula SQL WHERE é usada para extrair apenas aqueles resultados de uma instrução SQL, como: SELECT, UPDATE ou DELETE.

## Visão geral
WHERE é uma palavra reservada do SQL.
A cláusula WHERE é usada em conjunto com as instruções DML SQL e assume o seguinte formato geral:
```
Instrução
-
DML
-
SQL

FROM
 
nome_da_tabela
 

WHERE
 
predicado

```

Todas as linhas para as quais o predicado na cláusula WHERE for verdadeiro (True) são afetadas (ou retornadas) pela instrução ou consulta DML SQL. As linhas para as quais o predicado é avaliado como falso (False) ou desconhecido (NULL) não são afetadas pela instrução ou consulta DML.
A consulta a seguir retorna apenas as linhas da tabela minha_tabela, nas quais o valor na coluna minhacol é maior que 100:
```
SELECT
 
*

FROM
   
minha_tabela

WHERE
  
minhacol
 
>
 
100

```

A seguinte instrução DELETE remove apenas as linhas da tabela minha_tabela em que a coluna minhacol é NULL ou possui um valor igual a 100.
```
DELETE

FROM
   
minha_tabela

WHERE
  
minhacol
 
IS
 
NULL
 
OR
 
minhacol
 
=
 
100

```

## Predicados
Predicados simples usam um dos seguintes operadores: =, <>, >, >=, <, <=, IN, BETWEEN, LIKE, IS NULL ou IS NOT NULL.
Os predicados podem ser colocados entre parênteses, se desejado. As palavras-chave AND e OR podem ser usadas para combinar dois predicados em um novo. Se várias combinações forem aplicadas, parênteses podem ser usados para agrupar combinações para indicar a ordem de avaliação. Sem parênteses, o operador AND tem uma ligação mais forte que OR.
O exemplo a seguir exclui linhas de minha_tabela, em que o valor de minhacol é maior que 100 e o valor de item é igual ao literal da string 'Martelo':
```
DELETE

FROM
   
minha_tabela

WHERE
  
minhacol
 
>
 
100
 
AND
 
item
 
=
 
'Martelo'

```

### IN
IN encontrará todos os valores existentes em um conjunto de candidatos.
```
SELECT
 
nomec
 
WHERE
 
nomec
 
IN
 
(
'Belém'
,
 
'Santarém'
)

```

Todas as linhas correspondem ao predicado se seu valor for um dos conjuntos de valores candidatos. Este é o mesmo comportamento que
```
SELECT
 
nomec
 
WHERE
 
nomec
=
'valor1'
 
OR
 
nomec
=
'valor2'

```

exceto que o último poderia permitir a comparação de várias colunas, o que cada cláusula IN não permite. Para um número maior de candidatos, o IN é menos verboso.

### BETWEEN
BETWEEN encontrará todos os valores dentro de um intervalo.
```
SELECT
 
nomec
 
WHERE
 
nomec
 
BETWEEN
 
'valor1'
 
AND
 
'valor2'

```

```
SELECT
 
salario
 
FROM
 
emp
 
WHERE
 
salario
 
BETWEEN
 
5000
 
AND
 
10000

```

Todas as linhas correspondem ao predicado se seu valor estiver entre 'valor1' e 'valor2', inclusive.

### LIKE
LIKE encontrará uma string que se ajusta a uma certa descrição.
- Terminando com curinga
  - Encontra qualquer string que começa com a letra 'S'SELECT nomec FROM emp WHERE nomec LIKE 'S%';
- Começando com curinga
  - Encontra qualquer string que termina com a letra 'S'SELECT nomec FROM emp WHERE nomec LIKE '%S';
- Vários curingas
  - Encontra qualquer string que contenha, em qualquer lugar, a letra 'S'SELECT nomec FROM emp WHERE nomec LIKE '%S%';
- Curinga com caractere único
  - Encontra qualquer string que contenha a letra 'A', seguida por qualquer caractere único, seguido pela letra 'E'SELECT nomec FROM emp WHERE nomec LIKE '%A_E%';
- Classes de caracteres[2]
  - Encontra qualquer string que começa com uma letra, número ou o símbolo '_'SELECT nomec FROM emp WHERE nomec LIKE '[a-zA-Z0-9_]%';

Os programadores SQL precisam estar cientes de que o predicado LIKE normalmente realiza uma pesquisa sem o benefício de desempenho normal dos índices. Usar '=', '<>', etc., em vez dele, aumentará o desempenho. Os usuários do predicado LIKE devem estar cientes de que a diferenciação de maiúsculas e minúsculas (por exemplo, 'S' versus 's') pode ser diferente com base no produto ou na configuração do banco de dados.